# Mladen Kranjc
Mladen Kranjc (včasih napačno zapisano Krajnc), slovenski  nogometaš, trener in sodnik hrvaškega porekla, * 12. april 1945, Varaždin, Hrvaška, † 22. oktober 1988, Dolnja Počehova pri Mariboru, Slovenija. 
Kranjc, ki je večino svoje kariere igral pri NK Mariboru velja za enega izmed najboljših in najhitrejših nogometašev tega kluba v vsej zgodovini. Zaradi njegovega načina igranja in nogometnih veščin se ga je v Mariboru prijel vzdevek "Črni biser". Slovel je predvsem kot izvrsten strelec, znan pa je bil tudi svojih hitrih pobegih po igrišču. 

## Igralska kariera
Mladen Kranjc je v Maribor iz Varaždina prišel leta 1964. Za NK Maribor je na položaju napadalca igral v 60-ih in 70-ih letih prejšnjega stoletja tako v prvi kot drugi Jugoslovanski ligi. Vseh pet sezon v Prvi jugoslovanski ligi je bil prvi strelcev kluba skupaj s 54. doseženimi goli. Za Maribor je skupaj v 12 sezonah igral na 311. uradnih tekmah, kar ga na večni lestvici uvršča na 5. mesto in dosegel 104. gole, kar ga uvršča na 4. mesto najboljših strelcev kluba vseh časov , takoj za Klitonom Bozgom. Za NK Maribor je igral od leta 1964 do 1972 ter med leti 1974 in 1977, ko je zaključil z aktivnim igranjem nogometa. Zadnjo uradno tekmo za svoj NK Maribor je odigral 20.11.1977 proti Famosu iz Hrasnice. 
Med leti 1972 in 1974 je igral po eno sezono za NK Dinamo iz Zagreba in za ljubljansko Olimpijo. 

## Trenerska in sodniška kariera
Leta 1977 ko je prenehal z igranjem nogometom na najvišji ravni, je pričel s trenerskim delom pri mladincih iz Ljudskega vrta, rekreativno pa je treniral in igral za NK Jarenino. Prav tako je opravljal delo nogometnega sodnika na najvišjem nivoju. Tako je npr. leta 1984 sodil mestni derbi med NK Mariborom in NK Železničarjem.

## Smrt
Takrat 43 letni Mladen Kranjc je tragično umrl v prometni nesreči 22. oktobra 1988. Po končani tekmi NK Jarenina proti NK Malečniku se je v nočnih urah z motornim kolesom vračal proti domu in v križišču magistralnih cest Maribor-Šentilj in Maribor-Lenart v naselju Dolnja Počehova v neposredni bližini Maribora silovito trčil z drugim vozilom ter umrl na kraju nesreče.